# Comissió de l'Energia Atòmica dels Estats Units
La Comissió de l'Energia Atòmica dels Estats Units –en anglès, United States Atomic Energy Commission (AEC)– és un organisme federal creat pel Congrés dels Estats Units després de la Segona Guerra Mundial per fomentar i controlar el desenvolupament dels coneixements científics i tècnics relacionats amb l'energia atòmica en temps de pau. L'1 d'agost del 1946, el president Harry S. Truman va signar la Llei McMahon sobre l'energia atòmica, que va entrar en vigor l'1 de gener del 1947 i que va retirar als militars el control sobre aquesta energia per donar-lo als civils.
Aquesta acció reflectia l'optimisme dels nord-americans en la postguerra, ja que d'aquesta manera el Congrés dels Estats Units deixava clar que l'energia nuclear s'havia d'utilitzar no només en forma de bomba nuclear per defensar la nació, sinó també per promoure la pau mundial, millorar la qualitat de vida de la població i enfortir la lliure competència de la iniciativa privada. Aquesta actuació va ser la culminació de mesos de debat en què van intervenir polítics, estrategs militars i científics. El president Truman va triar David Lilienthal com a primer director de l'AEC.

## Directors de la Comissió de l'Energia Atòmica dels Estats Units
| Anys      | Nom                  | President(s) del país                          |
| --------- | -------------------- | ---------------------------------------------- |
| 1946-1950 | David E. Lilienthal  | Harry S. Truman                                |
| 1950-1953 | Gordon Dean          | Harry S. Truman                                |
| 1953-1958 | Lewis Strauss        | Dwight D. Eisenhower                           |
| 1958-1960 | John A. McCone       | Dwight D. Eisenhower                           |
| 1961-1971 | Glenn T. Seaborg     | John F. Kennedy, Lyndon Johnson, Richard Nixon |
| 1971-1973 | James R. Schlesinger | Richard Nixon                                  |
| 1973-1974 | Dixy Lee Ray         | Richard Nixon                                  |